# Chlorophytum scabrum
Chlorophytum scabrum är en sparrisväxtart som beskrevs av John Gilbert Baker. Chlorophytum scabrum ingår i släktet ampelliljor, och familjen sparrisväxter. Inga underarter finns listade i Catalogue of Life.